# La Calzonuda
La Calzonuda är en ort i Mexiko.   Den ligger i kommunen Sahuayo och delstaten Michoacán de Ocampo, i den centrala delen av landet, 400 km väster om huvudstaden Mexico City. La Calzonuda ligger 1 600 meter över havet och antalet invånare är 135.
Terrängen runt La Calzonuda är platt åt nordost, men åt sydväst är den kuperad. Runt La Calzonuda är det ganska tätbefolkat, med 60 invånare per kvadratkilometer. Närmaste större samhälle är Sahuayo de Morelos, 3,5 km sydost om La Calzonuda. Omgivningarna runt La Calzonuda är en mosaik av jordbruksmark och naturlig växtlighet.